# Mikołaj Sapieha (1581–1644)
Pour les articles homonymes, voir Mikołaj Sapieha et Maison Sapieha.
Mikołaj Sapieha, dit Pobożny (le pieux) (né en 1581, mort le 14 mars 1644), magnat polonais, membre de la famille Sapieha, voïvode de Minsk et Brześć Litewski, castellan de Vilnius, grand porte-étendard de Lituanie.

## Biographie
Mikołaj Michajłowicz est le fils de Mikołaj Pawłowicz Sapieha (mort en 1599) et de Anna Wiśniowiecka

## Mariages et descendance
Il épouse Jadwiga Anna Woyna (†1642) qui lui donne pour enfants:
- Kazimierz Melchiades (1625-1654)
- Jan Ferdynand (1629-1659)
- Halszka (†1661/1662)
- Teresa
- Joanna Petronela (†1686), épouse de Stefan Kurcz (pl)

Il épouse ensuite Elżbieta Prusinowska (†1648)